# Episodi di Corsie in allegria (seconda stagione)
La seconda stagione della serie televisiva Corsie in allegria è stata trasmessa in anteprima negli Stati Uniti d'America dalla NBC tra il 19 settembre 1992 e il 1º maggio 1993.
| nº | Titolo originale                  | Titolo italiano | Prima TV USA      | Prima TV Italia |
| -- | --------------------------------- | --------------- | ----------------- | --------------- |
| 1  | Slime and Punishment              |                 | 19 settembre 1992 |                 |
| 2  | In My New Country                 |                 | 26 settembre 1992 |                 |
| 3  | Inside Information                |                 | 3 ottobre 1992    |                 |
| 4  | The Bad Boy in the Plastic Bubble |                 | 10 ottobre 1992   |                 |
| 5  | Julie Gets Validated              |                 | 17 ottobre 1992   |                 |
| 6  | Annie's Choice                    |                 | 24 ottobre 1992   |                 |
| 7  | Playing Doctor                    |                 | 31 ottobre 1992   |                 |
| 8  | Dirty Laundry                     |                 | 7 novembre 1992   |                 |
| 9  | Illicit Transfers                 |                 | 14 novembre 1992  |                 |
| 10 | Our Fred                          |                 | 21 novembre 1992  |                 |
| 11 | One Pequeno, Two Pequeno          |                 | 5 dicembre 1992   |                 |
| 12 | Solitary Man                      |                 | 12 dicembre 1992  |                 |
| 13 | Caught Short                      |                 | 2 gennaio 1993    |                 |
| 14 | If I Were a Rich Man              |                 | 9 gennaio 1993    |                 |
| 15 | Gropes of Wrath                   |                 | 16 gennaio 1993   |                 |
| 16 | Super Bowl                        |                 | 30 gennaio 1993   |                 |
| 17 | The Devil and the Deep Blue Sea   |                 | 6 febbraio 1993   |                 |
| 18 | Love and Death                    |                 | 13 febbraio 1993  |                 |
| 19 | Family Outing                     |                 | 20 febbraio 1993  |                 |
| 20 | When Hank Met Gina                |                 | 27 febbraio 1993  |                 |
| 21 | Sting of Hearts                   |                 | 3 aprile 1993     |                 |
| 22 | What Are Friends For?             |                 | 10 aprile 1993    |                 |
| 23 | Smokin' in the Boys Room          |                 | 1º maggio 1993    |                 |
| 24 | Jumpin' Jack Flash                |                 | 1º maggio 1993    |                 |